# Jean-Pierre Geelen
Jean-Pierre Geelen (Zwijndrecht, 22 april 1964) is een Nederlands journalist en columnist, die sinds 2001 voor het dagblad de Volkskrant werkzaam is. In eerste instantie werkte hij enkel als redacteur; van begin 2009 tot eind 2015 was hij tv-criticus van de Volkskrant. Sinds 1 januari 2016 is Geelen dagelijks columnist in het katern V van die krant. Hij schrijft daarin onder meer over media, kunst en cultuur. Hij was in de periode augustus 2017 tot zomer 2019 Ombudsman bij de Volkskrant.
Geelen was in november 2010 een van de onderwerpen van een korte controverse, toen hij door Prem Radhakishun, gast bij het televisieprogramma De Wereld Draait Door, beschuldigd werd van pedofilie. Later verklaarde Radhakishun dit te hebben gezegd om de onbetrouwbaarheid van de journalistiek aan te duiden. Geelen zelf reageerde laconiek op de uitspraken.

## Publicaties
- Bedrog voor beginners (1995) Zutphen: Uitgeverij Alpha
- 374 manieren om uw medemens te irriteren (1996) Zutphen: Uitgeverij Alpha
- Het Haagse huwelijk - hoe pers en politiek tot elkaar veroordeeld zijn (1998) Nijmegen: SUN
- Blinde vink - hoe ik leerde vogels kijken (2009) Amsterdam: Uitgeverij Atlas
- Nederland en de Nederlanders - een fotoboek (2011) Amsterdam: Nieuw Amsterdam Uitgevers (in samenwerking met Maarten van Rossem)
- Zelf tv-kijken' (2015) Amsterdam: Uitgeverij Atlas Contact